# Félix Rodríguez
Félix Ismael Rodríguez Mendigutia (L'Avana, 31 maggio 1941) è un agente segreto cubano naturalizzato statunitense, spia della CIA, noto per lo sbarco nella Baia dei Porci e per l'esecuzione di Che Guevara.

## Biografia
Suo padre era un funzionario di Fulgencio Batista durante il suo regime, la sua famiglia emigrò poi in America del nord dopo la Rivoluzione cubana. Fece i suoi studi militari in Pennsylvania e, sicuro di sé, partecipò allo sbarco alla baia dei Porci, fallendo. Ritornò quindi negli Stati Uniti d'America. Nel settembre del 1960, si unì a un gruppo di esiliati cubani in Guatemala, supportati dalla CIA per ricevere un addestramento militare. Si chiamavano Brigata 2506.

## Attività militare

### Baia dei Porci
Divenne uno stretto collaboratore dell'Operazione 40 della CIA e divenne membro, clandestinamente, della Brigata 2506. Aveva il compito di raccogliere informazioni critiche su Cuba per pianificare l'invasione nella Baia.

### Cattura di Che Guevara
Nel 1967, da agente della CIA si incaricò di raggiungere  La Higuera (Bolivia) sotto il falso nome di Félix Ramos Medina, dove, nel frattempo, il capitano dell'esercito boliviano Gary Prado Salmón e i suoi soldati riuscirono con una imboscata a catturare Che Guevara, ferito durante il combattimento.
Sono controverse le voci che vogliono Félix assetato di vendetta per ciò che rappresentava il “Che”, il fulcro insieme a Fidel Castro della Rivoluzione cubana e del rovesciamento del dittatore Fulgencio Batista, la conseguente fuga della sua famiglia negli Stati Uniti e il successivo fallimento nell'invasione della baia dei Porci.
Si presentò a Prado e volle a tutti i costi parlare con il comandante Guevara, dove quest'ultimo, riconoscendo in Rodríguez la figura del traditore della patria (per patria si intende Cuba), gli sputò in faccia urlandogli “Gusano” (“verme”).
Le dichiarazioni fatte da Félix nelle sue future interviste risultano diverse rispetto a ciò che dichiarò l'oramai ex generale Gary Prado.
Félix dichiarò di aver avuto una conversazione pacifica con il “Che”, dove costui gli disse di dire alla moglie di risposarsi e di essere felice, si alzò in piedi e i due si abbracciarono. Dichiarazioni smentite da Prado, che invece conferma le urla di Guevara nei suoi confronti con conseguenti sputi e ingiurie.
Félix Rodríguez volle a tutti i costi scattare una foto con Guevara, da tenere come bottino di guerra e dove vantarsi per aver preso l'uomo che insieme a Fidel era il più odiato degli esuli cubani.
Tuttavia, anche per la foto che ritrae Rodríguez e il “Che”, c'è chi sostiene che si tratti di due foto scattate in due diversi momenti ravvicinati di quella giornata e che, successivamente, una delle due fu ritoccata: questo perché Prado, presente in quel momento, dichiarò che il prigioniero mai si sarebbe messo in posa come preda accanto a Rodríguez.
La conseguente uccisione del comandante Che Guevara per mano del sergente boliviano Mario Terán fu ordinata da La Paz, si presume sotto pressioni della CIA.

### Guerra del Vietnam
Divenendo cittadino statunitense nel 1969, si arruolò presso l'esercito statunitense. Per la sua partecipazioni nelle operazioni militari in Vietnam, venne premiato dalla CIA.
Nella Seconda guerra d'Indocina, Félix fece più di 300 operazioni in elicottero, e per 5 volte si ritrovò con l'elicottero distrutto. Per quella occasione, lavorò anche per il progetto Phoenix della CIA.
Diverse fonti affermano che fu presente il 7 febbraio 1985 alla morte di Kiki Camarena, agente della DEA, teoria smentita nel 2013 da Jack Lawn, ex capo della DEA e dall'agente speciale in pensione Jack Taylor, che indagò sull'omicidio, i quali affermarono che la CIA non ebbe alcun coinvolgimento nella morte di Camarena. In un secondo tempo però emerse la stessa complicità degli agenti DEA grazie all’indagine interna dall’agente speciale Hector Berrellez, anch’egli ex DEA, a cui tempo prima era stato assegnato il caso: tutto documentato con testimonianze da Tiller Russell nella docu-serie The last narc. Praticamente, secondo Berrellez, bisognava coprire l'attività della Cia, che finanziava i Contras in Nicaragua, agevolando il traffico di droga del cartello di Guadalajara e Kiki Camarena con le sue indagini sul cartello si stava avvicinando a scoprirlo.                                                                                                                                 
Attivismo politico
Nel 2004 è divenuto presidente della Brigata 2506 Veterans Association, che raccoglie i sopravvissuti e le loro famiglie
Durante le elezioni statunitensi del 2004, venne fortemente criticato dal democratico John Kerry, in relazione a un suo presunto coinvolgimento in un finanziamento di 10 milioni di dollari a dei cartelli della droga colombiani. Félix, di conseguenza, ha accusato il candidato democratico, sostenendo che con quelle accuse stava facendo campagna politica.